# Chavannes-des-Bois
Chavannes-des-Bois je obec na jihozápadě Švýcarska v kantonu Vaud. Žije zde 982 obyvatel.

## Geografie
Chavannes-des-Bois leží v nadmořské výšce 469 m, vzdušnou čarou 12 km severně od Ženevy, v nejjihozápadnější části kantonu Vaud. Obec se nachází na hřebeni mezi nížinou řeky Versoix a Ženevským jezerem.
Území obce o rozloze 2,1 km² pokrývá část hřebene mezi řekou Versoix na západě a Ženevským jezerem na východě. Území obce se rozkládá od Versoix směrem na východ přes vrcholky Chavannes-des-Bois (nejvyšší bod obce 482 m n. m.) až ke kanalizovanému toku Creuson, levému přítoku Versoix. Na severu oblast zasahuje do lesa Bois de Portes. V roce 1997 bylo 10 % rozlohy obce pokryto zastavěnou plochou, 37 % lesy a lesními porosty, 52 % zemědělstvím a o něco méně než 1 % neproduktivní půdou.
Sousedními obcemi Chavannes-des-Bois jsou Commugny na severovýchodě, Tannay na východě a Mies na jihovýchodě (všechny kanton Vaud), Versoix na jihozápadě (kanton Ženeva) a Grilly na západě a severozápadě v sousední Francii.

## Historie
První zmínka o obci pochází z roku 1316 a nese název Les Chavannes de Sovernyer, v roce 1355 se objevuje název Cabane Nemorum (odvozeno od latinského slova nemus, nemoris - „les, háj“). Název Chavannes lze odvodit od vulgárního latinského slova capanna (chata, malý dvorek). Od středověku patřilo okolí Chavannes-des-Bois k panství Coppet, které v roce 1355 prodalo pozemky cisterciáckému opatství Bonmont. Páni z Grilly vybírali v obci také daně.
Po dobytí Vaudu Bernem v roce 1536 přešlo Chavannes-des-Bois pod správu nyonského panství a v roce 1711 pod panství Bonmont. Po pádu Staré konfederace patřilo Chavannes-des-Bois v letech 1798–1803 v období Helvétské republiky ke kantonu Léman, který byl poté po vstupu v platnost Ústavy o zprostředkování sloučen s kantonem Vaud. Obec nemá vlastní kostel, patří pod farnost Commugny.

## Obyvatelstvo
| Rok            | 1850 | 1880 | 1900 | 1910 | 1930 | 1950 | 1960 | 1970 | 1980 | 1990 | 2000 |
| Počet obyvatel | 58   | 74   | 68   | 56   | 58   | 55   | 44   | 73   | 224  | 317  | 450  |

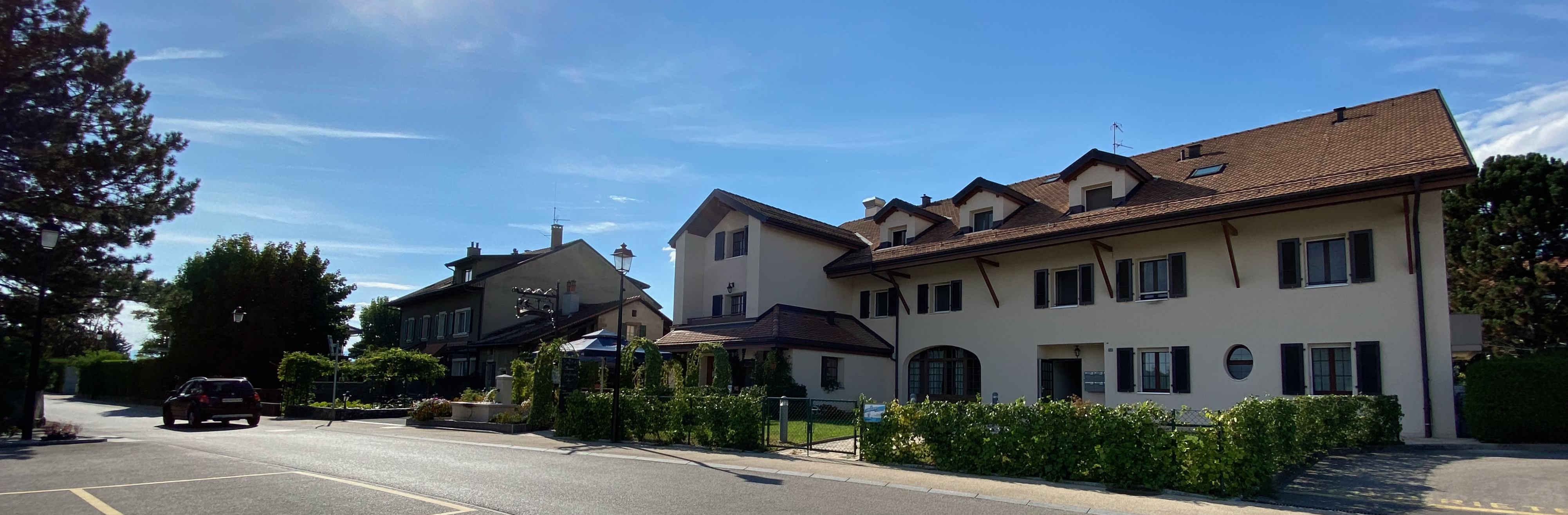
Centrum obce

Z celkového počtu obyvatel je 73,8 % francouzsky mluvících, 9,3 % německy mluvících a 8,0 % anglicky mluvících (stav v roce 2000). Ještě v polovině 20. století měla obec pouze několik desítek obyvatel, poté začal značný populační růst, kdy se během 50 let počet obyvatel zvýšil na více než desetinásobek.

## Hospodářství
Až do druhé poloviny 20. století byla obec Chavannes-des-Bois především zemědělskou obcí. Díky úrodné půdě zde převažuje orná půda a jsou zde také lesní školky a dva koňské ranče. Další pracovní příležitosti jsou k dispozici v sektoru služeb. Jižně od obce se na území obce nachází kopulovitá budova ženevské hvězdárny, zatímco administrativní budovy se nacházejí na území sousedního Versoix. V posledních desetiletích se Chavannes-des-Bois rozvíjí jako rezidenční obec. Mnoho zaměstnanců dojíždí za prací převážně do Ženevy.

## Doprava
Obec se nachází mimo hlavní dopravní tepny. Přístup je z Versoix nebo Chavannes-de-Bogis. Přes hranici vede kantonální silnice do sousední francouzské obce Sauverny. Chavannes-des-Bois je napojeno na síť veřejné dopravy prostřednictvím linky Postbusu z Nyonu do Coppet.